# Earle Bradford Mayfield

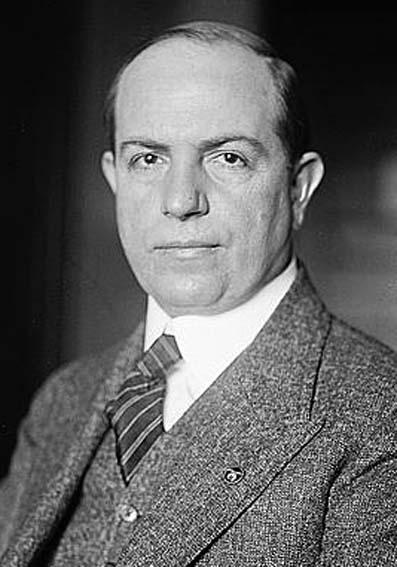
Earle Bradford Mayfield

Earle Bradford Mayfield (* 12. April 1881 in Overton, Texas; † 23. Juni 1964 in Tyler, Texas) war ein US-amerikanischer Politiker (Demokratische Partei), der den Bundesstaat Texas zwischen 1923 und 1929 im US-Senat vertrat.
Nach dem Schulbesuch in Osttexas machte Mayfield im Jahr 1900 seinen Abschluss an der Southwestern University in Georgetown; unmittelbar danach studierte er Jura an der University of Texas in Austin. 1907 wurde er in die Anwaltskammer aufgenommen, woraufhin er in Meridian als Jurist zu praktizieren begann. Zur selben Zeit war er auch als Geschäftsmann in der Landwirtschaft und im Lebensmittel-Großhandel tätig. Zwischen 1907 und 1913 bekleidete er einen Sitz im Senat von Texas; danach gehörte er zehn Jahre lang dem staatlichen Eisenbahnausschuss an.
Im Jahr 1922 war Earle Bradford Mayfield einer von sechs innerparteilichen Herausforderern des amtierenden US-Senators Charles A. Culberson. Nachdem Culberson, der seit 1899 im Senat gesessen hatte, bereits vorzeitig gescheitert war, musste eine Stichwahl die Entscheidung zwischen dem ehemaligen texanischen Gouverneur James E. Ferguson und Mayfield bringen, der dabei als „Ku-Klux-Klan-Kandidat“ galt. Der Geheimbund unterstützte wie Mayfield die Prohibition, während Ferguson als deren Gegner galt. Mayfield gewann die Stichwahl und dann auch ohne Mühe die eigentliche Wahl gegen den unabhängigen Bewerber George Peddy. Dieser ließ das Ergebnis aufgrund vermeintlicher Unregelmäßigkeiten anfechten; nach zweijähriger Untersuchung entschied der Senat letztlich zu Mayfields Gunsten.
Nach sechsjähriger Amtszeit trat Mayfield 1928 wieder zur Primary der Demokraten an, unterlag diesmal aber dem Kongressabgeordneten Tom Connally und musste somit am 3. März 1929 aus dem Senat ausscheiden. 1930 bewarb er sich um die Nominierung seiner Partei für das Gouverneursamt, belegte aber nur Platz sieben unter elf Kandidaten. Danach zog er sich aus der Politik zurück und arbeitete bis 1952 als Anwalt in Tyler, wo er 1964 auch verstarb.